# Richard Petersen (Ingenieur)
Richard Petersen (* 14. August 1865 in Garding; † 1946 in Augsburg) war ein deutscher Ingenieur und Hochschullehrer. Er war der technische Leiter beim Bau der Wuppertaler Schwebebahn.

## Leben
Petersen wuchs in Husum auf. Ab 1898 leitete er die Bauarbeiten der Wuppertaler Schwebebahn. Zusammen mit Bruno Möhring und Rudolf Eberstadt legte er 1910 einen städtebaulichen Entwicklungsplan für Groß-Berlin vor. Ab 1912 lehrte er als Honorarprofessor an der Technischen Hochschule (Berlin-)Charlottenburg. 1914 wurde er als ordentlicher Professor für Eisenbahnbau und großstädtisches Verkehrswesen an die Technische Hochschule Danzig berufen. Im November 1933 unterzeichnete er das Bekenntnis der deutschen Professoren zu Adolf Hitler.

## Schriften
- zusammen mit Rudolph Eberstadt und Bruno Möhring: Groß-Berlin. Ein Programm für die Planung der neuzeitlichen Großstadt. Berlin 1910.
- Die Gestaltung der Bogen im Eisenbahngleise. In: Organ für die Fortschritte des Eisenbahnwesens, Jahrgang 1920, Heft 5 und 6.
- Verkehrsfragen bei Stadterweiterungen, erläutert an Beispielen von Zürich und Danzig. In: Der Bauingenieur, 2. Jahrgang 1921, Heft 3.
- Die zweckmässigste Neigung der Eisenbahn. C. W. Kreidel, Berlin / Wiesbaden 1921.